# Harem (pel·lícula)
Harem és una pel·lícula francesa dirigida per Arthur Joffé, estrenada el 1985.

## Argument
Diane és una jove nord-americana, que és segrestada per un xeic àrab i resta captiva en el seu harem. Al principi, ella tracta d'escapar, però amb el temps s'enamora del seu captor, i els dos passen uns dies en un hotel. Llavors Diane torna a Nova York, a l'espera de reunir-se amb el príncep Selim, però quan aquest està a punt de tornar al desert, és assassinat per un dels seus servents.

## Repartiment
- Nastassja Kinski: Diane
- Ben Kingsley: Selim
- Dennis Goldson: Massoud
- Michel Picaplets: Senyor Raoul
- Zohra Sehgal: Affaf
- Juliette Simpson: Zelide
- Rosanne Katon: Judy
- Norman Chancer: L'enginyer americà
- Maurice Lamy: Mehmet

## Premis
- César al millor vestuari 1986 per Olga Berluti i Catherine Gorne-Achdjian.

## Nominacions
- César a la millor primera pel·lícula 1986 per Arthur Joffé.